# الکیش
ال-کیش یک منطقهٔ مسکونی در لیبی است که در بنغازی واقع شده‌است.